# Cyathea alternans
Cyathea alternans är en ormbunkeart som först beskrevs av Nathaniel Wallich och William Jackson Hooker, och fick sitt nu gällande namn av Presl. Cyathea alternans ingår i släktet Cyathea och familjen Cyatheaceae. Inga underarter finns listade.